# 竜湾区
竜湾区（りゅうわん-く）は中華人民共和国浙江省温州市に位置する市轄区。区内に温州永強空港がある。

## 行政区画
- 街道：永中街道、蒲州街道、海浜街道、永興街道、状元街道、瑤渓街道、海城街道、沙城街道、天河街道、星海街道